# Ernobius alutaceus
Ernobius alutaceus är en skalbaggsart som först beskrevs av Leconte 1861.  Ernobius alutaceus ingår i släktet Ernobius och familjen trägnagare. Inga underarter finns listade i Catalogue of Life.